# Stakkels Dennis
Stakkels Dennis (originaltitel: Jabberwocky) er en britisk fantasy-komediefilm fra 1977 instrueret af Terry Gilliam.
Filmen handler om bødkerlærlingen Dennis (spillet af Michael Palin), der efter sin faders død har fået til opgave at jagte en frygtelig drage. Filmens engelske titel er taget fra vrøvledigtet "Jabberwocky" fra Lewis Carrolls børnebog Bag spejlet, om mødet mellem en ung dreng og et monster ved navn The Jabberwock.
Det er Gilliams debut som ene-instruktør efter at han i 1975 sammen med Terry Jones instruerede Monty Python and the Holy Grail. Stakkels Dennis modtog blandede anmeldelser.